# Okręg wyborczy nr 33 do Sejmu Polskiej Rzeczypospolitej Ludowej (1989–1991)
Okręg wyborczy nr 33 do Sejmu Polskiej Rzeczypospolitej Ludowej (1989–1991) obejmował Sosnowiec oraz gminy Będzin i Czeladź (województwo katowickie). W ówczesnym kształcie został utworzony w 1989. Wybieranych było w nim 4 posłów w systemie większościowym.
Siedzibą okręgowej komisji wyborczej był Sosnowiec.

## Wybory parlamentarne 1989

### Mandat nr 124 –Polska Zjednoczona Partia Robotnicza
| Kandydat | I tura | I tura | II tura | II tura |
| Kandydat | Głosów | %      | Głosów  | %       |
| --- | ------ | ------ | ------- | ------- |
| Ireneusz Sekuła                                                                                                | 57 293 | 38,85  | 46 711  | 64,12   |
| Janusz Kubicki                                                                                                 | 30 856 | 20,92  | 21 393  | 29,37   |
| Wiesław Kozaczek                                                                                               | 22 849 | 12,42  | —       | —       |
| Liczba głosów ważnych: 147 479 (I tura) • 72 844 (II tura) Źródło: Państwowa Komisja Wyborcza I tura i II tura |        |        |         |         |

### Mandat nr 125 – bezpartyjny
| Kandydat                                                          | Głosów | %     |
| ----------------------------------------------------------------- | ------ | ----- |
| Jerzy Gil                                                         | 84 064 | 64,09 |
| Stefan Cebulak                                                    | 12 303 | 9,38  |
| Stanisław Pisarek                                                 | 9163   | 6,99  |
| Andrzej Popczyk                                                   | 6209   | 4,73  |
| Piotr Matusiak                                                    | 5014   | 3,82  |
| Janusz Trzcionka                                                  | 4337   | 3,31  |
| Piotr Klima                                                       | 2980   | 2,27  |
| Liczba głosów ważnych: 131 169 Źródło: Państwowa Komisja Wyborcza |        |       |

### Mandat nr 126 –Stronnictwo Demokratyczne
| Kandydat | I tura | I tura | II tura | II tura |
| Kandydat | Głosów | %      | Głosów  | %       |
| --- | ------ | ------ | ------- | ------- |
| Mirosław Nowakowski                                                                                            | 47 724 | 31,92  | 33 243  | 45,67   |
| Ryszard Woźniak                                                                                                | 39 071 | 26,13  | 27 466  | 37,73   |
| Liczba głosów ważnych: 149 533 (I tura) • 72 794 (II tura) Źródło: Państwowa Komisja Wyborcza I tura i II tura |        |        |         |         |

### Mandat nr 127 –Polska Zjednoczona Partia Robotnicza
| Kandydat | I tura | I tura | II tura | II tura |
| Kandydat | Głosów | %      | Głosów  | %       |
| --- | ------ | ------ | ------- | ------- |
| Andrzej Jaros                                                                                                  | 32 963 | 22,59  | 29 708  | 40,67   |
| Jan Dudziak | 28 449 | 19,50  | 31 588  | 43,25   |
| Wiesław Jędrusik                                                                                               | 24 402 | 16,72  | —       | —       |
| Liczba głosów ważnych: 145 931 (I tura) • 73 040 (II tura) Źródło: Państwowa Komisja Wyborcza I tura i II tura |        |        |         |         |